# Tulio Botero Salazar
Tulio Botero Salazar CM (Manizales, 9 de marzo de 1904-Medellín, 1 de marzo de 1981), fue un eclesiástico colombiano de la Iglesia católica perteneciente a la Congregación de la Misión. Fue obispo auxiliar de Cartagena de Indias, primer obispo de Zipaquirá y arzobispo de Medellín.

## Biografía

### Primeros años
Tulio nació el 9 de marzo de 1904, en la ciudad colombiana de Manizales. Fue hijo de Francisco Botero Jaramillo y María Francisca Salazar Jaramillo, ambos pertenecientes a tradicionales familias caldenses de orígenes antioqueños y primos entre ellos.  Su madre María Francisca fue hermana del político, banquero y empresario Félix María Salazar Jaramillo.
Fue bautizado en la antigua Catedral de Manizales el 13 de marzo del mismo año con el nombre de Francisco Tulio, por el padre Benjamín Muñoz. Realizó sus estudios primarios con los hermanos maristas y los secundarios con los padres lazaristas (Congregación de la Misión) en Santa Rosa de Cabal. Después de la muerte de su padre, se retiró de la Apostólica y por un año estudió derecho en la Universidad del Rosario. Ingresó a la comunidad de los padres lazaristas y comenzó el seminario interno (noviciado) el 27 de febrero de 1924; se incorporó a la comunidad mediante los votos en 1926.

### Sacerdocio
Fue ordenado sacerdote en Bogotá por manos de Ismael Perdomo Borrero el 19 de diciembre de 1931. Hasta 1934, misionó por Cundinamarca con el padre Nicanor Cid. De 1934 a 1941, trabajó en el Seminario de Popayán; de 1941 a 1948, fue director del Seminario Interno y Director de estudiantes en Bogotá (casa central de la Congregación de la Misión); simultáneamente, desde 1945, fue secretario privado de la Nunciatura Apostólica. En 1948 fue nombrado rector del seminario de Tunja.

## Episcopado

### Obispo Auxiliar de Cartagena
El 7 de mayo de 1949 fue nombrado obispo titular de Marida y auxiliar de Cartagena. Fue consagrado en Manizales por Bernardo Botero Álvarez el 14 de agosto de 1949. Permaneció en esa ciudad hasta mayo del 1952.

### Obispo de Zipaquirá
El 1 de mayo de 1952, fue erigida la Diócesis de Zipaquirá, de la que fue nombrado su primer obispo al mismo tiempo. Botero tomó posesión canónica, el 15 de agosto del mismo año, dando así comienzo a la nueva jurisdicción eclesiástica.
Por su gran devoción por la Santísima Virgen, él le pidió al Santo Padre que la declarara patrona de la nueva Diócesis, bajo la advocación de la Asunción; Pío XII, acogiendo su petición, expidió la Bula Pontificia del 2 de agosto de 1952 por la cual designó a la Santísima Virgen de la Asunción como Patrona de la Diócesis.
Entre las prioridades de Botero para la nueva diócesis estuvo el Seminario Conciliar; así, el 8 de diciembre del mismo año, bendijo y colocó la primera piedra para la construcción de su sede y, el 24 de febrero de 1953, abrió el Seminario Menor bajo la dirección de los Padres Vicentinos. 
Para solucionar el problema económico de algunos seminaristas, creó la «Fundación San Pío X» y para ayuda del presbiterio creó la «Caja de auxilios del Clero». Su interés por la educación católica lo llevó a apoyar y fomentar la creación de Colegios diocesanos en la mayoría de las parroquias. Su amor a María y su deseo por impulsar la piedad mariana hicieron que se organizara el primer Congreso Mariano, en agosto de 1954. Por su interés en la formación espiritual de los fieles, estableció una Casa Diocesana de ejercicios espirituales denominada «Casa de María Inmaculada». Impulsó también la fundación del Centro Social San José para la formación integral de los obreros; preocupado por los campesinos creó la «Casa Campesina Parroquial» con estatutos propios.
En julio de 1956 organizó el primer Congreso Catequístico diocesano con la participación de todas las parroquias y terminó su labor pastoral en la Diócesis con la primera semana pastoral en diciembre de 1957. 

### Arzobispo de Medellín
El 8 de diciembre de 1957, fue designado para la Sede Arzobispal de Medellín, de la que tomó posesión el 2 de febrero de 1958.
Botero Salazar participó como padre conciliar en las cuatro sesiones del Concilio Vaticano II. Fue uno de los cuarenta obispos firmantes del Pacto de las catacumbas de Domitila, por el cual esos miembros de la iglesia católica se comprometieron a caminar junto con los pobres, asumiendo un estilo de vida sencillo y renunciando a todo símbolo de poder.
En Medellín, reformó la curia arquidiocesana; construyó el actual edificio del Seminario Mayor en Loreto; permitió a la entrada de varias comunidades religiosas; realizó el tercer Sínodo diocesano; tuvo como obispos auxiliares a Miguel Antonio Medina Medina y a Octavio Betancourt Arango y como arzobispo coadjutor a Alfonso López Trujillo, quien luego lo sucedió en la Sede.
Estableció 124 parroquias; ordenó 158 sacerdotes personalmente y los demás obispos ordenaron 45 es decir que en su administración se ordenaron 203 sacerdotes. Sorteó la crisis de la década del 1960. Impulsó la facultad de teología en la Universidad Pontificia Bolivariana y permitió que los seminaristas cursaran los estudios en dicha universidad. También fundó el seminario de Bachilleres, el cual duró cuarenta años. Estableció la casa Pablo VI en 1971 y le dio estatutos en 1977 para vocaciones especiales de alumnos que tuvieran que trabajar para soportar económicamente a sus familias, pero que también tuvieran vocación religiosa.

### Renuncia
En 1979, después de 21 años de estar al frente de la sede episcopal de Medellín, se le aceptó la renuncia por su avanzada edad.

### Fallecimiento
Una vez aceptada su renuncia, Botero Salazar continuó viviendo en la ciudad de Medellín donde falleció el 1 de marzo de 1981, y fue sepultado en la Catedral Metropolitana.